# دوللي أنطوان
دوللى انطوان (1905 - 1966) Dolly Antoine راقصة و ممثلة مصرية.

## حياتها
دوللى انطوان من مواليد 27 يوليه سنة 1905, ولدت في حى القلعة بالقاهرة, اتعلمت في المدارس المصرية, و حصلت على شهاده البكالوريا سنة 1927.
تعلمت التمثيل عن طريق المسرحيات و الأفلام و أنضمت لفرقة جورج أبيض و فرقة على الكسار المسرحيه و غيرهم, و أدت كتير من المشاهد في المسرح و السينما, أيضاً تعلمت فن الرقص عن طريق بعض معلمات الرقص و الرياضه البدنية و هي في سن العشرة من عمرها, و أخذت بعض الدورات في المجال.
قدمها للفن الفنان يوسف وهبى و الفنانه عزيزه امير خلال فتره عشرينات القرن العشرين و كانو وقتها بيدورو عن شخصيات فنيه تنضم للفن السينمائى.
تزوجت من مصور السينما هنرى ميخائيل و إستمرت الزيجة حتى وفاته , من أعمالها اللى شاركت فيها بالتمثيل و الرقص (المهرج الكبير، بلبل أفندى, فيلم زينب).

## افلام
- فاطمة و ماريكا و راشيل - 1949 - راقصة
- بلبل أفندى - 1948 - راقصة
- معجزة الحب - 1931 - فيلم
- زينب - 1930 - .راقصة
- الخالة الأمريكانية 1920 - فيلم قصير